# The Ranch Girl's Choice
The Ranch Girl's Choice est un film muet américain réalisé par Al Christie et sorti en 1912.

## Fiche technique
- Titre : The Ranch Girl's Choice
- Réalisation : Al Christie
- Production : David Horsley pour Nestor Film Company
- Distribution : Universal Film Manufacturing Company
- Genre : Western
- Date de sortie :
  -  États-Unis : 7 juin 1912

## Distribution
- George Field : Bud
- Victoria Forde : Bess
- Russell Bassett : Tom
- Lee Moran : Lee